# Hémiplégie
Ne doit pas être confondu avec Paraplégie ou Tétraplégie.
 Mise en garde médicale
Une hémiplégie est une paralysie d'une ou plusieurs parties du corps d'un seul côté (touchant un hémicorps). Elle peut être totale, et dans ce cas, le membre supérieur, le membre inférieur, le tronc et la moitié de la face sont touchés. 
Les causes sont variables, les plus fréquentes sont :
- à l'étage supérieur, en controlatéral : si à prédominance brachio-faciale → AIC de l'artère sylvienne, si à prédominance crurale → AIC de l'artère antérieure, si proportionnelle → lésion de la capsule interne, si progressive → tumeur lésant l'aire motrice ;
- à l'étage inférieur, en homolatéral : associé à un syndrome cordonal postérieur homolatéral et à un syndrome spinothalamique controlatéral : lésion de l'hémi-moelle (syndrome de Brown-Séquard).

## Hémiplégie et récupération
La récupération de la marche, des mouvements d'un bras, coude ou épaule, de la parole, de la compréhension dépendent pour beaucoup de l'âge du patient et de son atteinte au niveau du cerveau. En effet un enfant ayant de 3 à 12 ans pourra récupérer beaucoup plus de fonctionnalités qu'un enfant de plus de 12 ans. L'adulte aura encore plus de difficultés à ce niveau. Le facteur « malléabilité (plasticité cérébrale) du cerveau » joue ici un très grand rôle.

## Problème de croissance
Un problème de croissance est présent chez les enfants dont la croissance n'est pas terminée. En effet, la partie atteinte ne grandira généralement pas à la même vitesse. L'étirement des os est une solution possible à l'amélioration de la marche pour la plupart des sujets. 

## Problème oculaire
Certains problèmes sont très difficiles à détecter à cause du croisement des transmetteurs oculaires vers le cerveau. En effet, un contrôle chez l'opticien indiquera souvent 10/10 aux deux yeux. Un  contrôle chez l'orthoptiste démontrera une limite de la transmission visuelle des yeux au cerveau, une rééducation peut être envisagée selon chaque cas.